# アレクサンドル・アヴデーエフ
アレクサンドル・アレクセーエヴィチ・アヴデーエフ （ロシア語: Александр Алексеевич Авдеев、ラテン文字転写の例：Aleksandr Alekseevich Avdeev、1946年9月8日 - ） は、ロシアの政治家、外交官。ロシア連邦駐在フランス大使を経て、2008年5月12日から2012年5月21日まで、第2次ウラジーミル・プーチン内閣の文化大臣を務めた。

## 経歴・概要
1968年モスクワ国際関係大学を卒業する。英語、フランス語、イタリア語、ブルガリア語に堪能である。大学卒業後、ソ連外務省に入省し、アルジェリアに赴任。
1973年外務省本省勤務。1977年から1985年までフランス大使館勤務。二等書記官から一等書記官に昇進。
1985年外務省欧州第一局長。1987年から1990年まで駐在ルクセンブルク大使。1991年エドワルド・シェワルナゼの下、ソ連対外関係省次官となるが、ソ連崩壊を迎えた。
1992年駐ブルガリア大使。1996年ロシア連邦外務次官を経て、1998年第一外務次官に就任する。2002年3月駐仏大使に転出し、2007年モナコ大使も兼務。2008年5月12日文化相に任命される。

## 文化相としての事績
文化相としては、在任中、文化関係の資金を増額した。2009年から2012年の4年間で文化関係の国家支援費は25パーセント増（最大940億ルーブル）となった（但し、アヴデーエフは、この金額に対してまだ不充分であると述べている）。海外との文化交流について交流年を設け、2010年に露仏交流年、2011年露西交流年、2011年露伊交流年、2012年と2013年の両年は独露交流年をそれぞれ設けた。
サンクトペテルブルクにガスプロムが都市再開発計画「ガスプロム・シティ」を打ち出した際には、都市景観保全の立場から反対を表明した。2009年10月8日、ガスプロム・シティの中心となる摩天楼「オフタ・センター」（オフタ・ツェントル）建設に反対を表明、「（建設に関して）我々の意見は否定的である。私は文化大臣として、タワーの建設に反対である。私の意見は文化省の職員にも共有されている。我々は摩天楼の建設を防ぐために断固たる処置をとる。文化省は文書の完全な法律的チェックを行った後、公式声明を出す。」
2009年10月、ロスオフランクルトゥーラ（ロシア連邦文化財保護法遵守監督庁）サンクトペテルブルク調査官に対して、超高層建築計画が法律違反であるという回答文書を送付した。
2010年7月、ロシアの歴史的都市の認定に文化相として署名したが、モスクワなど開発が著しい都市についてはリストから外し修正を行っている。
2011年初旬、メドヴェージェフ大統領補佐官のアルカジー・ドヴォルコーヴィチと学生への奨学金給付削減をめぐり、芸術系単科大学および総合大学への奨学金給付維持を主張し対立した。
2011年2月、会計検査院の業務非効率との指摘を受け、ロスオフランクルトゥーラ（ロシア連邦文化財保護法遵守監督庁）を廃止する。アヴデーエフは文化財保護部門を文化省本体に移管し、文化財保護行政の強化を図った。
2011年12月16日、「日本におけるロシア文化フェスティバル」の閉会式に出席するため来日した。
2012年5月21日、ドミートリー・メドヴェージェフ内閣の組閣に伴う人事異動のため、文化相を退任した。